# Kopparsolfågel
Kopparsolfågel (Cinnyris cupreus) är en fågel i familjen solfåglar inom ordningen tättingar.

## Utseende och läte
Hane kopparsolfågel har i häckningsdräkt en vacker kopparfärgad glans över huvudet, men kan i sämre ljus se helt svart ut. Hane utanför häckningstid och honan är båda färglösa, med enfärgat ostreckad undersida, mindre och mer enfärgade än de flesta andra solfåglar. Bland de många lätena hörs snabba grälande ljud, en accelererande serie med "tip"-toner och sången en varierad ramsa typisk för solfåglar.

## Utbredning och systematik
Kopparsolfågel delas upp i två underarter med följande utbredning:
- C. c. cupreus – Senegal till östra Demokratiska republiken Kongo, Uganda, Etiopien, västra Kenya och västra Tanzania
- C. c. chalceus – Angola till sydöstra Demokratiska republiken Kongo, västra Zambia, Malawi och Zimbabwe

## Levnadssätt
Kopparsolfågeln hittas i en rad olika öppna miljöer, som skogslandskap, buskmarker, trädgårdar och jordbruksbygd. Den undviker tät skog.

## Status
Arten har ett stort utbredningsområde och beståndet anses stabilt. Internationella naturvårdsunionen IUCN listar den därför som livskraftig (LC).